# Dan Mihăescu
Dan Mihăescu (n. 5 iunie 1933 - d. 24 ianuarie 2013, București, România) a fost un umorist, scenarist și regizor român. Mihăescu a fost un apropiat al actorului Toma Caragiu, pentru care a scris și a regizat cele mai multe momente satirice, printre care „Așa e în tenis” și „Fabula”.

## Filmografie
- Actorul și sălbaticii (1975) – unele cuplete muzical-umoristice
- Misiunea spațială Delta (1984) – dialoguri